# Блох Борис Емільович
Борис Емільович Блох — видатний піаніст і диригент, викладач, художній керівник Одеського національного академічного театру опери та балету, з 1985 року — професор Університету Мистецтв «Folkwang» (Essen — Duisburg).
Народився в місті Одеса. Закінчив Одеську спеціальну музичну школу ім. П. С. Столярського. У період з 1968 року навчався у Московській державній консерваторії ім. П. И. Чайковського, яку закінчив у 1973 році.
Лауреат багатьох міжнародних конкурсів, серед яких конкурс молодих виконавців у Нью-Йорку (І місце, 1976 рік) та Міжнародний конкурс ім. Ф. Бузоні у Больцано (І премія — Grand Prix Busoni, 1978 рік).
|                   | “Борису притаманні щедрість музичного таланту, блискучий артистизм, широта творчих інтересів. Гастролер, прекрасний педагог, диригент. Знавець російської оперної класики…» |
| — Дмитро Башкіров | |

## Біографія

### Дитинство
Народився Борис Блох 12 лютого 1951 року в місті Одеса (Україна). Батько, Еміль Володимирович Блох, був адміністратором Одеської філармонії. Мати, Белла Борисівна Ковтинюк, була вчителькою молодших класів у середній загальноосвітній школі № 120 в місті Одеса. Професійних музикантів у сім'ї не було. Борис Емільйович згадував, що уже у віці чотирьох років у нього виявилася велика тяга до гри на фортепіано. У дитячому садочку двічі на тиждень проходили музичні заняття. За словами Маестро, це було його найулюбленіше місце проведення часу. Коли він приходив додому, то сідав за столик, ставив перед собою якусь дитячу книжку, уявляв що це ноти і починав барабанити пальцями по столу, так нібито це дійсно було фортепіано.
Батьки, побачивши велике захоплення сина, придбали маленький рояль та найняли педагога, який протягом одного року готував його до вступу в школу ім. П. С. Столярського.

### Роки навчання
З 1958 року Борис Блох розпочинає навчання в Одеській середній спеціальній музичній школі ім. П. С. Столярського (клас Е. В. Левінзон). У 17 років закінчив музичну школу, склавши іспити відразу за два останніх класи.
У 1968 році юний піаніст вступає до Московської державної консерваторії ім. П. І. Чайковського (клас професора Тетяни Петрівни Ніколаєвої, з 1970 року клас професора Дмитра Олександровича Башкірова) і стає наймолодшим студентом свого курсу.
Навчаючись у консерваторії, Борис Блох бере активну участь у конкурсах. У 1969 році — дипломант IV Міжнародного конкурсу імені Р. Шумана (Цвіккау), а у 1972 році — лауреат ІІ премії Всесоюзного конкурсу піаністів (Мінськ).

## Концертна діяльність. Участь у фестивалях та конкурсах
Після закінчення консерваторії й переїзду в 1974 році до США, піаніст бере участь у Міжнародних Прослуховуваннях концертної агенції “Young Concert Artists”, де він отримує перше місце. Після цієї перемоги піаніст розпочинає активну концертну діяльність: успішні дебютні виступи у Лос-Анджелесі та Нью-Йорку принесли Борису Блоху широке визнання. Музичні критики порівнювали молодого виконавця з такими піаністами як Володимир Горовиць та Симон Барер.
У 1976 році Володомир Горовиць, прослухавши у виконані Бориса Блоха твори Р. Шумана, Ф. Ліста, Ф. Шопена, С. Рахманінова, високо оцінив талант і майстерність молодого музиканта. У 1977 році інший великий піаніст сучасності Артур Рубінштейн нагородив артиста срібною медаллю Міжнародного конкурсу свого імені в Тель-Авіві. У 1978 році талановитий піаніст здобув перемогу на Міжнародному конкурсі ім. Ф. Бузоні у Больцано, де він отримав премію Ф. Бузоні (І премія).
Відразу ж після того Борис Блох розпочинає активну концертну діяльність у різних країнах світу, з великим успіхом виступає у найкращих залах Європи та США. Як соліст він виступає з провідними симфонічними оркестрами Німеччини, США, Італії, Австрії, Румунії, Канади; співпрацює з такими видатними диригентами як Л. Мазель, К. Кондрашин, Г. Граф, М. Плассон, Ю. Аронович, К. Ешенбах, А. Фішер, Д. Зінман, О. Лазарєв, Ф. Глущенко, О. Дмитрієв та іншими.
Борис Блох — частий гість на міжнародних музичних фестивалях, серед яких Зальцбурзький (Австрія) і Берлінський (Німеччина), Люцернський (Швейцарія) і Фламандський (Бельгія), Рурський фестиваль фортепіанної музики, «Каринтійське літо» в Оссіах, Моцартівський фестиваль у Сальсомаджоре-Терме, Фестиваль фортепіанних раритетів у Хузумі, Літній фестиваль у Варні, Фортепіанний фестиваль «Російська школа» у Фрейбурзі, Музичний фестиваль Райнгау, 1-й Фортепіанний фестиваль імені Ф. Бузоні у Больцано, Фестиваль у Сантандері й Європейська ніч Ф. Ліста у Веймарі, а також на фестивалях Стрези, Стамбула, Бергамо-Брешії, Шопенівских фестивалях у польських Душниках і чеському Марієнбаді. Борис Блох також брав участь у таких заходах, як: Македонське «Охридське літо», «Міжнародні музичні тижні» у Софії, «Видатні інтерпретатори» у Болоньї, камерна музика у Савонлінні, та «Видатні учні Дмитра Башкірова» у Санкт-Петербурзі, Москві та Ов'єдо.
У 1989 році за видатний внесок у розвиток міжнародної Лістіани Борису Блоху була присвоєна золота медаль міжнародного Лістовського товариства у Відні. У 1990 році Товариство Ф. Ліста у Будапешті нагородило його «Grand Prix du Disque List» за найкращий запис року, а у 2012 році це ж товариство відзначило Почесним призом його новітній запис творів Ф. Ліста. Маестро Борис Блох вважається одним з найоригінальніших сучасних інтерпретаторів творчості цього великого романтика. Деякі записи Бориса Емільвича на компакт-дисках вважаються еталонними, зокрема, оперні парафрази Ф. Ліста, що отримали, як вже зазначалось, Міжнародний Гран-прі у категорії «Записи музики Ф. Ліста».
У 1997 році Громадське Російське Телебачення (ОРТ) показало півгодинний фільм-портрет про Бориса Блоха, а у 1998 році відбувся його ювілейний концерт у Московській державній консерваторії імені П. І. Чайковського у зв'язку з 25-річчям творчої діяльності.
У сезонах 2000—2001 рр. та 2001—2002 рр. Борис Блох виступав у залі Берлінської філармонії, у концертному залі Л. ван Бетховена у Бонні, на Рурському фортепіанному фестивалі (Німеччина) і на фестивалі «Коринтійське літо» (Австрія), на Вердіївських урочистостях у Театро Реджіо у Пармі, концертах міжнародної академії «Моцартеум» у Зальцбурзі, у рамках Міжнародного конкурсу молодих піаністів пам'яті Володимира Горовиця у Києві, з ювілейними концертами в Одеській філармонії, з Лістовською програмою у Веймарі та ін..
А його запис фортепіанних творів Модеста Мусоргського був відзначений призом Excellence Disque.

## Педагогічна діяльність
У 1985 році Борис Блох переїздить до Європи з бажанням поєднати педагогічну діяльність з концертною. Він перемагає у конкурсі на заміщення вакантної посади професора спеціального фортепіано у Фольквангській вищій школі в Ессені (Німеччина).
Відомо, що інтуїція — це те, без чого не обійдеться жоден піаніст-віртуоз. Борис Емільович наголошує на тому, що інтуїція — це і є талант, а талант — це інтуїція. «Це здатність виконавця самостійно розшифрувати і відчути задум композитора, так ніби ви жили у час написання певного твору і композитор з вами ділився своїми емоціями, почуттями, які ним володіли у момент написання. Це осягається інтуїтивно. Але обов'язковою є інтелектуальна підготовка. Якщо ви не розвиваєтесь як особистість, як музикант — то інтуїція в якийсь момент перестає допомагати, її вже просто немає. Важливими також для виконавця є логічний та раціональний підхід. Без логіки не можливе вірне виконання, бо у такому випадку залишаються лише почуття, які зовсім не цікаві, тому що вони стають штучними, в якійсь мірі навіть екзальтованими, перебільшеними. Ви володієте почуттями тільки тоді, коли вони на чомусь ґрунтуються, а саме на цілій художній концепції, яка обов'язково повинна бути раціонально осмисленою та логічно вивіреною. Лише тоді вмикається емоційність, якою виконавець має захопити публіку. Ця емоційність дуже інтелектуальна, вона не сліпа» [Електронний ресурс]. — Режим доступу: https://www.youtube.com/watch?v=dktet0Am5O8 [Архівовано 6 квітня 2017 у Wayback Machine.]
Велику увагу він приділяє саме роботі над культурою звучання та звуковидобування, над деталями педалізації, аплікатури, динаміки, а також над відчуттям форми та стилю.

## Диригентська діяльність
Борис Блох відомий і як диригент. Любов до опери виникла ще у ранньому дитинстві, згодом у нього з'явилось велике бажання реалізуватись як диригент-постановник оперних вистав.
Борис Емільович розповідає: «Те, що музичний театр був моєю пристрастю, знав і відчував завжди, але спочатку обдумував можливість стати оперним режисером, їздив до Ленінграду, спілкувався з Яном Фрідом, постановником популярних музичних фільмів, планував вчитися у нього в Ленінградському державному інституті театру, музики і кінематографії. Тільки з 1991 року почалося моє диригентське навчання. У 1993 році я був запрошений на посаду музичного керівника Одеського державного академічного театру опери та балету, працював на цій посаді з 1993 по 1995 рік» [Електронний ресурс]. — Режим доступу: http://dumskaya.net/news/ot-royaliny-do-opernoj-sceny-boris-bloh-ob-opasn-049431/ [Архівовано 4 березня 2017 у Wayback Machine.]
Саме завдяки Борису Блоху в 1994 році відбулися перші гастролі оперної трупи театру до Італії: у Генуезькому театрі Карло Феліче була поставлена опера «Орлеанська Діва» П. І. Чайковського (диригент-постановник Борис Блох, режисер-постановник Ірина Молостова, художник-постановник Наталія Бевзенко-Зінкіна). На великому музичному фестивалі у місті Перуджі було виконано ораторію «Христос на Масляній Горі» Л. ван Бетховена у місті Терні та відбувся симфонічний концерт з творів М. І. Мусоргського. На гастролях театру в Брюсселі та Піреї Борис Блох диригував оперою М. І. Мусоргського «Борис Годунов».
У Одесі ним були здійснені нові постановки «Орлеанської Діви» П. І. Чайковського (режисер — народна артистка України, професор Ірина Молостова), «Алеко» С. В. Рахманінова, «Моцарта і Сальєрі» М. А. Римського-Корсакова, «Сільської честі» П. Масканьї, а також відновлення оригінальної версії «Бориса Годунова» М. І. Мусоргського, створеної Ігорем Шавруком спільно з режисером Артуром Почаківським.
Борис Блох виступає як диригент в Італії (оркестр «Артуро Тосканіні» у Пармі), в Австрії, Німеччині, Росії, Україні та багатьох інших країнах. У його диригентському репертуарі всі опери П. І. Чайковського, С. В. Рахманінова, М. І. Мусоргського, а також багато творів В. А. Моцарта, Л. ван Бетховена, Й. Брамса, Дж. Верді, Дж. Пуччіні, С. В. Рахманінова та ін..
|                      | «Блох володіє винятковими якостями істинного оперного диригента. Він по-справжньому любить вокалістів з усіма їхніми слабкостями і вміє, розчиняючись в них, впевнено вести їх за собою. У наших спільних майстер-курсах у Зальцбурзі Борис проявив справжнє розуміння російського оперного стилю, вносячи власне прочитання в партитури відомих опер». |
| — Галина Вишневська. | |

1 грудня 2014 Наказом Міністра культури України № 717 / 0 / 17-14 Борис Блох призначений художнім керівником Одеського національного академічного театру опери та балету.

## Манера гри на фортепіано
«У класі Дмитра Олександровича Башкірова я отримав неоціненні навички педалізації, туше, почуття форми і драматургії твору, стилістичної різноманітності й пов'язаного з цим умінням до кожного стилю підходити з необхідним авторитетом. І якщо стилістичним тонкощам виконання творів Ф. Шопена я багато у чому зобов'язаний Олександру Ейдельману (О. Л. Ейдельман багато років прожив у Львові, де майже 40 років викладав улюблений учень Ф. Шопена Кароль Мікулі), то у Д. О. Башкірова, у першу чергу, ми вивчали Л. ван Бетховена і взагалі всю віденську класику, а також Ф. Ліста і С. С. Прокоф'єва, Р. Шумана, Й. Брамса і С. В. Рахманінова» [Електронний ресурс]. — Режим доступу: http://dumskaya.net/news/ot-royaliny-do-opernoj-sceny-boris-bloh-ob-opasn-049431/ [Архівовано 4 березня 2017 у Wayback Machine.]
Для Бориса Емільовича характерним є глибоке, продумане до найдрібніших деталей виконання, яке вирізняється особливим індивідуальним трактуванням. Сам маестро називає себе представником російської фортепіанної школи, вважаючи її найкращою у світі. У нього колосальний репертуар, при цьому піаніст віддає перевагу творам «незаграним» — тим, що не так часто звучать.
Сьогодні у його грі поєднуються стилістична строгість з романтичною духовністю, вишуканість піаністичної атаки з широкою уявою. Його виконанню притаманна вистроєна драматургія та тонке відчуття всіх оркестрових фарб.

## Навчальні курси, майстер-класи та участь у журі конкурсів
Борис Блох регулярно входить до складу журі відомих у світі фортепіанних конкурсів, а у 2006 році був художнім керівником та головою журі 1-го Міжнародного фортепіанного конкурсу імені Карла Бехштейна.
Він також веде майстер-класи у престижних літніх музичних академіях, насамперед у «Моцартеумі» (Зальцбург, Австрія), імені Ференца Ліста (Веймар, Німеччина) і в Сантандері (Іспанія).

## Дискографія
- Live in München (Beethovens Sonate op. 10 Nr. 2, Liszt-Busonis Figaros Hochzeit, Werke von Rachmaninow und Busoni), Deutsche Grammophon, 1979
- Robert Schumann: Phantasiestücke op. 12, Sonate f-Moll op 14 Concert sans Orchestre, Agorá Musica, 1982
- Busoni: Klavierkonzert op. 39 mit dem Tonhalle-Orchester Zürich unter Christoph Eschenbach, Klavierstücke (Doppel-LP), Aperto, 1985
- Liszt: 5 Paraphrases D´Opéras Italiens (Bellini — Donizetti — Verdi), Accord, 1988
- Internationaler Pianisten-Wettbewerb Ferruccio Busoni Bozen — 30 Jahre Klaviergeschichte (Liszts Rhapsodie Espagnole), Nuova Era 6719-DM, 1988
- Raritäten der Klaviermusik 1989, Danacord DACOCD 349, 1990
- Raritäten der Klaviermusik 1991, Danacord DACOCD 389, 1992
- Raritäten der Klaviermusik 2004, Danacord DACOCD 649, 2005
- Mussorgski: Oeuvre intégrale pour piano (Doppel-CD), Accord, 1992
- Harenberg Klaviermusikführer (Busonis Turandots Frauengemach), Deutsche Grammophon, 1998
- Boris Bloch at the Great Hall of the Moscow Tchaikovsky Conservatory (Mozarts Klavierkonzert KV 537Krönungskonzert, Tchaikovskis Klavierkonzert Nr. 3 op. 75 und 79 mit allen drei Sätzen, Liszts Spanische Rhapsodie in der Fassung mit Orchester von Busoni, jeweils mit dem Moskauer Philharmonischen Orchester unter Mark Gorenstein) (DVD), Bohème, 2002
- Boris Bloch Plays Liszt — Live Recordings 2002, Bohème, 2004
- Piano works vol. 1: Franz Liszt Sarabande und Chaconne aus dem Singspiel Almira von G.-F. Händel 6 große Etüden nach Paganini in der Fassung von F. Busoni Tarantella de Dargomijski Fantasie über 2 Motive aus Mozarts «Figaros Hochzeit», vollendet von F. Busoni; (Ratingen: Annette Schumacher, 2011)
- Piano works vol. 2: Ludwig van Beethoven CD 1 Sonate c-Moll op.13 Grande Sonate Pathétique Sonate cis-Moll, op.27/2 Sonata quasi una fantasia — Mondschein Sonate f-Moll op.57Appassionata CD 2 Sonate C-Dur, op. 53 Waldstein Fantasie op. 77 32 Variationen c-Moll WoO 80 Sonate F-Dur op. 10/2 (Ratingen: Annette Schumacher, 2011)
- Piano works vol. 3: Frédéric Chopin: (Live-Mitschnitt der Chopinmatinée zum 200. Geburtstag von Frédéric Chopin, 14. Februar 2010, Alfried-Krupp-Saal der Philharmonie Essen) (Ratingen: Annette Schumacher, 2012)
- Piano works vol. 4: Wolfgang Amadeus Mozart, Fantasie c-Moll, KV 396 Sonate F-Dur, KV 332 Sonatensatz B-Dur, KV 400 Sonate F-Dur, KV 280 Sonate F-Dur, KV 547a Fantasie c-Moll, KV 475 (Ratingen: Annette Schumacher, 2013)
- Piano works vol. 5: Sergej Rachmaninov CD 1 Dix Préludes op. 23 (1901-02) (Live-Aufnahme im März 2005, Wilhelm-Lehmbruck-Museum, Duisburg) Etudes-Tableaux op. 33 (1910-11) (Live-Aufnahme am 18. Mai 1988, Teatro Grande di Brescia) CD 2 Morceaux de Fantaisie op. 3 (1893) (Aufgenommen im Mai 2007, Tonstudio der Folkwang Hochschule) Konzert für Klavier und Orchester Nr. 3 d-Moll op. 30 (1909) (Orchester der Folkwang Hochschule, Dirigent David de Villier, Live-Aufnahme am 31. Januar 2001, Neue Aula der Folkwang Hochschule) (Ratingen: Annette Schumacher, 2013)
- Piano works vol. 6: Domenico Scarlatti, Klaviersonaten C-Dur K 514, f-Moll K 19, Fis-Dur K 319, G-Dur 146, G-Dur K 470, G-Dur K 547, h-Moll K 27, D-Dur K 491, D-Dur K 492, d-Moll K 1, E-Dur K 380, E-Dur K 381, E-Dur K 20, a-Moll K 54, a-Moll K 3, e-Moll K 394 & G-Dur K 454. (Ratingen: Annette Schumacher, 2013)
- Franz Liszt, Live at the Liszt Festival Raiding, Burgenland, Austria (зібрання творів з шести дисків) CD 1 Années de pèlerinage, première année — Suisse, S 160 CD 2 Années de pèlerinage, deuxième année — Italie, S 161 CD 3 Venezia e Napoli, supplément aux Années de pèlerinage, deuxième année — Italie, S 162 Années de pèlerinage, troisième année (Pèlerinage religieux), S 163 CD 4 Paraphrasen nach Opern von Händel, Wagner und polnischen Liedern von Chopin CD 5 Harmonies poétiques et religieuses S 173 CD 6 Kleine Zyklen (Gramola, 2015)

## Виноски
1. ↑  Deutsche Nationalbibliothek Record #134620267 // Gemeinsame Normdatei — 2012—2016.